# برگ‌پوش فیلیپینی
برگ‌پوش فیلیپینی (نام علمی: Chloropsis flavipennis) نام یک گونه از سرده برگ‌نشین است.